# Gare de Windhoek
La gare de Windhoek est une gare mise en service durant l’ère de la colonisation allemande, ouverte en 1912 et agrandie en 1929.

## Situation ferroviaire

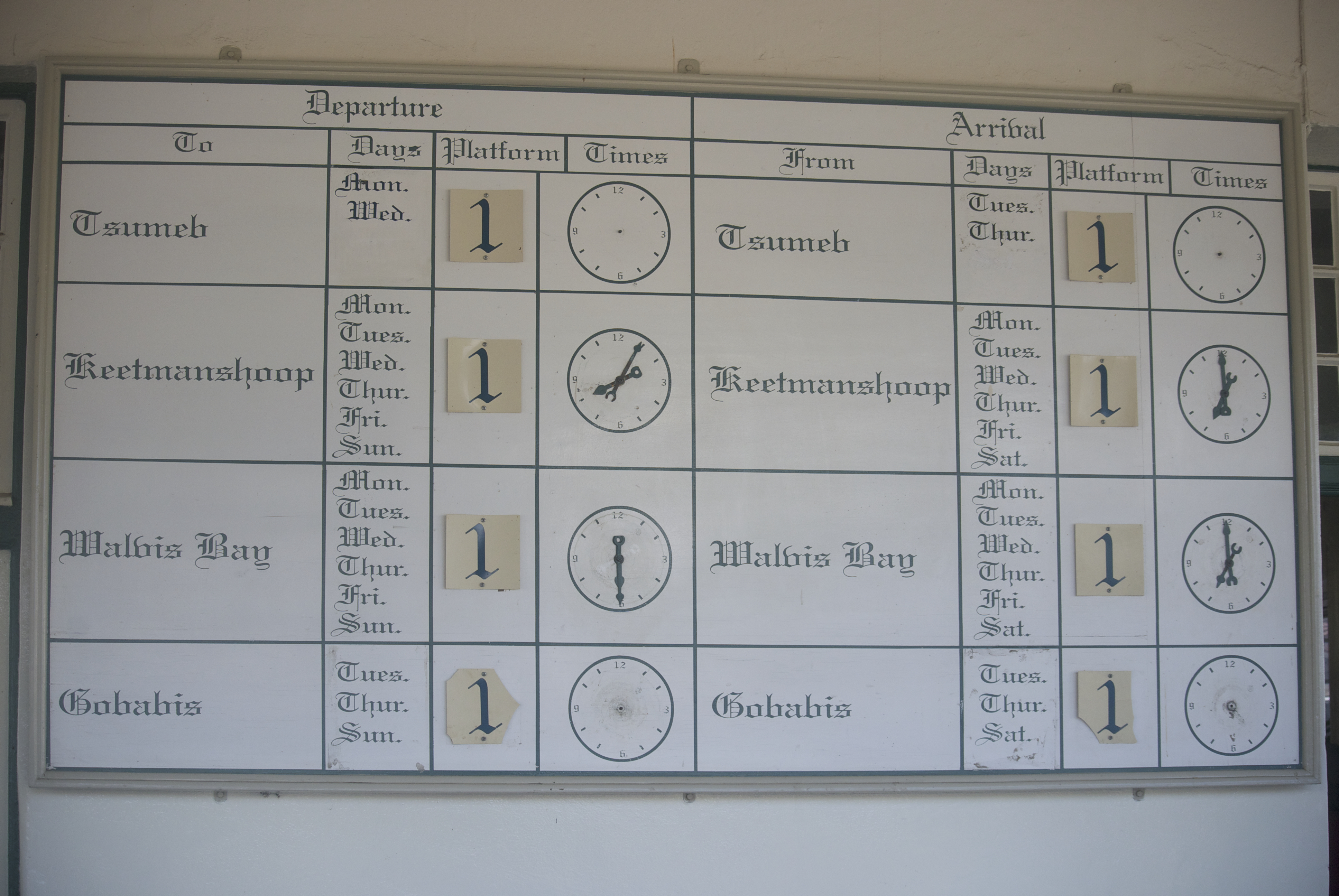
Localités desservies (2014).

Windhoek est la plaque tournante ferroviaire de la Namibie. Elle dessert au sud Keetmanshoop, à l’ouest Swakopmund, et à l’est Gobabis. La gare offre un service de réservation de billets pour toutes les lignes de pays sur le TransNamib.
La gare dessert aussi deux trains touristiques : le Desert Express offrant un voyage populaire d'une nuit entre Windhoek et Swakopmund et le Shongololo Dune Express qui voyage entre Pretoria et Swakopmund via Fish River Canyon, Lüderitz, Kolmanskop, Keetmanshoop, Windhoek et Etosha.

## Histoire
La première ligne de chemin de fer arrivant à Windhoek venait de Swakopmund, construite entre 1897 et 1902 pendant le règne colonial allemand. En 1914, cette ligne est étendue à Walvis Bay. La ligne sud de Lüderitz (construite en 1906) rejoint Windhoek par Keetmanshoop en 1912. En 1930, la ligne est de Gobabis est construite. La gare actuelle est construite en 1912 par la compagnie ferroviaire du gouvernement allemand, en remplacement d'un bâtiment préfabriqué d'origine, qui ne pouvait plus supporter l'augmentation du trafic ferroviaire sur la nouvelle ligne Windhoek-Keetmanshoop. L'aile nord du bâtiment est ajoutée en 1929 par la compagnie des chemins de fer sud-africains, dans un style similaire pour ne montrer aucune différence entre les deux parties. Un panneau à l’entrée de la gare (en anglais) indique que l’immeuble est à 1652 mètres d’altitude, 505 km de Keetmanshoop et 372 km de Swapkomund.
La gare est prise par des troupes coloniales sud-africaines en 1915, lors de l’occupation de Windhoek durant la Première Guerre mondiale.

## Patrimoine ferroviaire

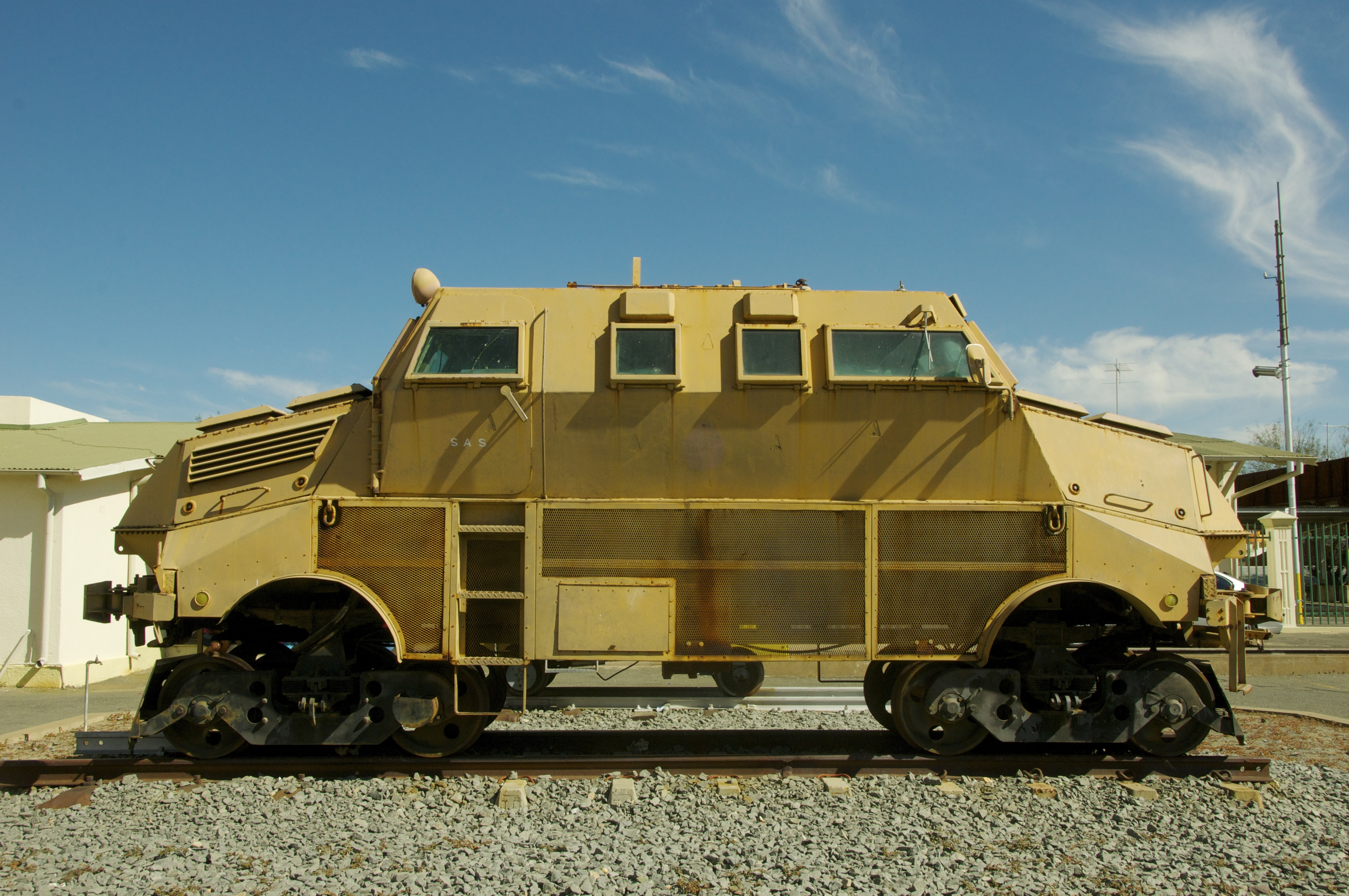
Train blindé utilisé au temps de l'apartheid.

La gare est citée monument historique depuis 1976. Selon la désignation : « Forme une unité avec d’autres bâtiments à deux étages datant de la même époque. Point terminal de la ligne menant à Keetmanshoop. Style colonial allemand typique. À deux étages avec un pignon à arche en ogive, décoré d'une cartuche et d'un toit en croupe. Conçu en 1913 par le constructeur gouvernemental Kurt Lohse et achevé en 1914 pour fournir des infrastructures et aider à la répression rébellions de Nama. La construction de la ligne a déjà commencé en 1905, mais avec la découverte des diamants, il lui fallait élargir sa capacité, notamment pour les passagers. »
Pour Gavin Bell du Telegraph, « Nichée dans un cul-de-sac de la rue Bahnhof, sa façade ornée de pignons et son balcon à piliers, elle se dresse avec une dignité tranquille à l'écart des tours modernes et fastueuses à proximité. Les panneaux sont en écriture gothique et sur la plate-forme, on indique la "salle d'attente pour les dames".»
La gare contient un petit musée ferroviaire, qui a ouvert ses portes le 1er juillet 1993. Il décrit aussi l’histoire aérienne et maritime du pays. Sur les lieux de la gare se trouvent des équipements ferroviaires historiques, incluant le premier modèle de la Classe 32-000 du chemin de fer TransNamib (locomotive diésel-électrique), un wagon blindé sud-africain et un tramway Funkey. À l’intérieur du musée, on trouve de la vaisselle et des couverts utilisés dans les voitures-restaurants du chemin de fer ainsi qu’une variété d’équipement de télécommunication. L'édifice de la gare l'un des bâtiments les plus anciens de la ville. Le tableau des arrivées est actionné manuellement. Selon un rapport en 2018, la gare est en pauvre état; la TransNamib espère pouvoir la restaurer.
En vedette à l’entrée de la gare se trouve la « Zwillinge-Lokomotive », une moitié d'une locomotive originale « dos à dos ». Construite à Swakopmund en 1903 et mise en service en 1904, elle est retirée du service en 1915. La locomotive a parcouru près de 600 000 km durant ces onze ans.